# Drapeau
Pour les articles homonymes, voir Drapeau (homonymie).

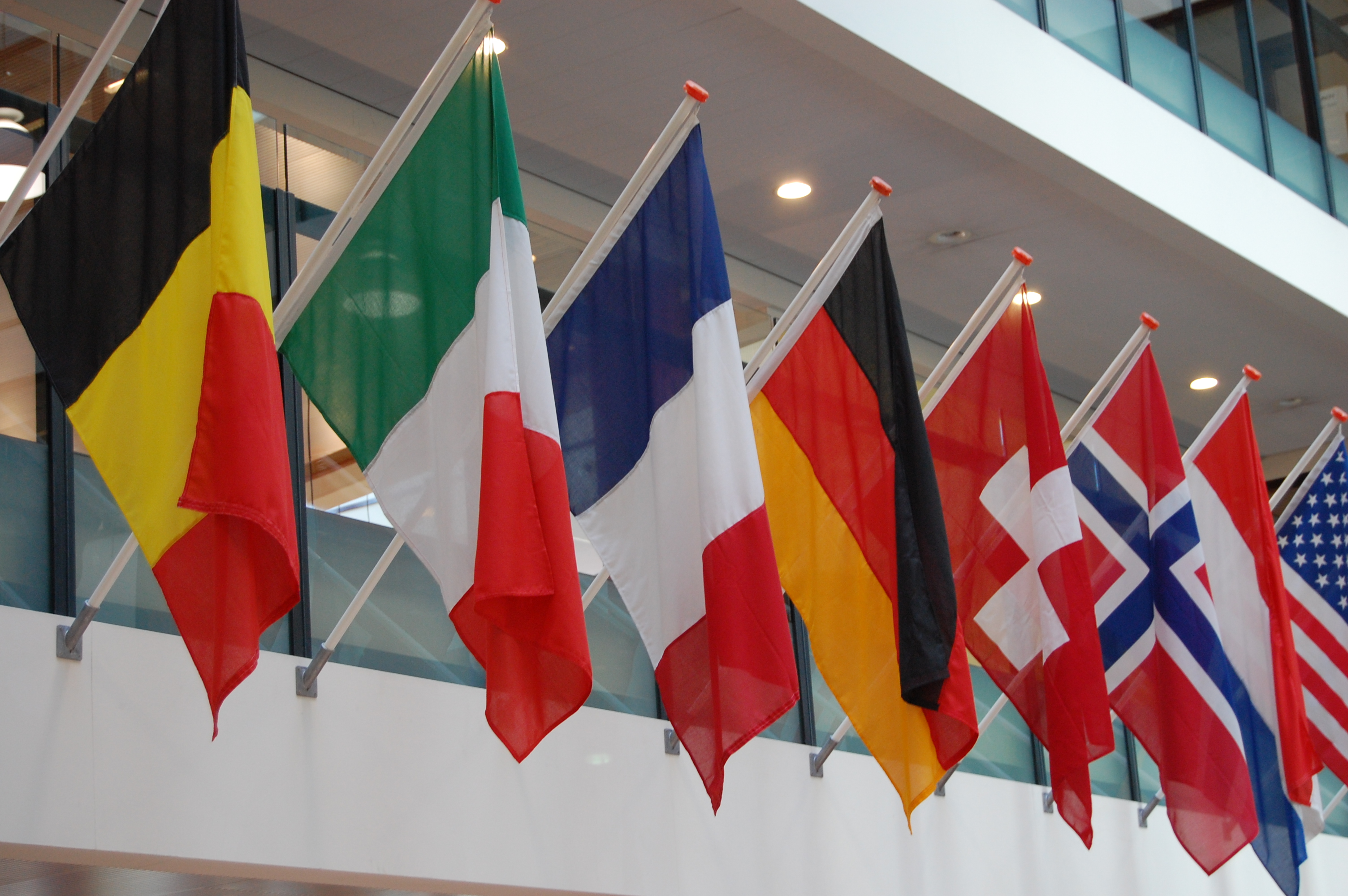
Drapeaux nationaux occidentaux alignés.

Un drapeau est une pièce d’étoffe attachée à une hampe qui représente la « personne morale » d'un groupe ou d'une communauté : nation, territoire, ville, organisation, compagnie commerciale ou régiment. De formes et de proportions très variées, c'est cependant fréquemment un rectangle de deux unités de hauteur pour trois de largeur. Il est la forme figurée de l'entité représentée et peut se décliner en un blason, un sceau ou une livrée. Il permet, grâce à ses couleurs et à son emblème, de se distinguer d'autres identités équivalentes ou concurrentes dans le cadre de rassemblements pacifiques ou guerriers. Sa destruction ou sa prise signifient la dissolution ou la capture, réelle ou pensée, de l'identité qu'il représente. Les plus anciennes représentations de « drapeaux » connues sont chinoises. Elles dateraient du deuxième millénaire avant notre ère. C'est aussi aux Chinois qu'est attribuée l'invention de la soie tissée, et donc des premiers véritables drapeaux semblables à ceux d'aujourd'hui.
La notion de drapeau s’est étendue à toutes les étoffes ayant valeur de signal ou de marque. Par exemple, la couleur des drapeaux sur les plages indique que la baignade est soit interdite (rouge), soit dangereuse (orange), soit autorisée (vert), le drapeau blanc signalant un banc de méduse. De même les drapeaux en sport ont leur signification de sécurité et d’avertissement.
Certains drapeaux ont des significations presque universelles, comme le drapeau blanc brandi vers l’ennemi qui signifie la reddition ou une demande de trêve.
Le vocabulaire maritime utilise le terme « pavillon » en lieu et place de « drapeau » quand celui-ci est hissé dans la mâture ou à l'arrière d'un navire, qu’il soit pavillon national ou pavillon du code international des signaux, et également les termes « marque » et « flamme » pour des pavillons particuliers.
L'étude des drapeaux et pavillons est le domaine de la vexillologie.

## Définition et usage

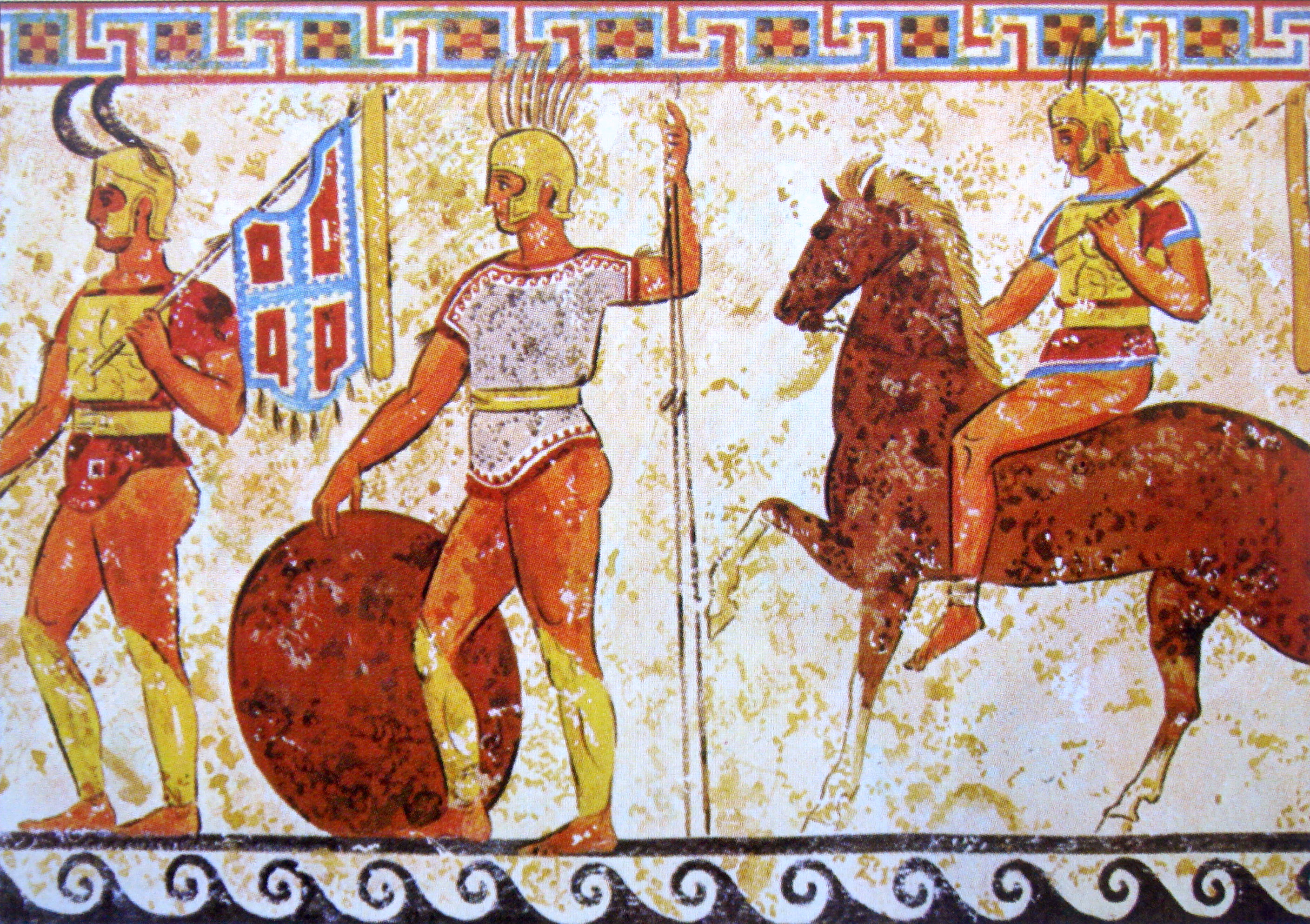
À gauche, drapeau samnite, dans une frise décorant un tombeau à Paestum en Lucanie, IVe siècle av. J.-C.

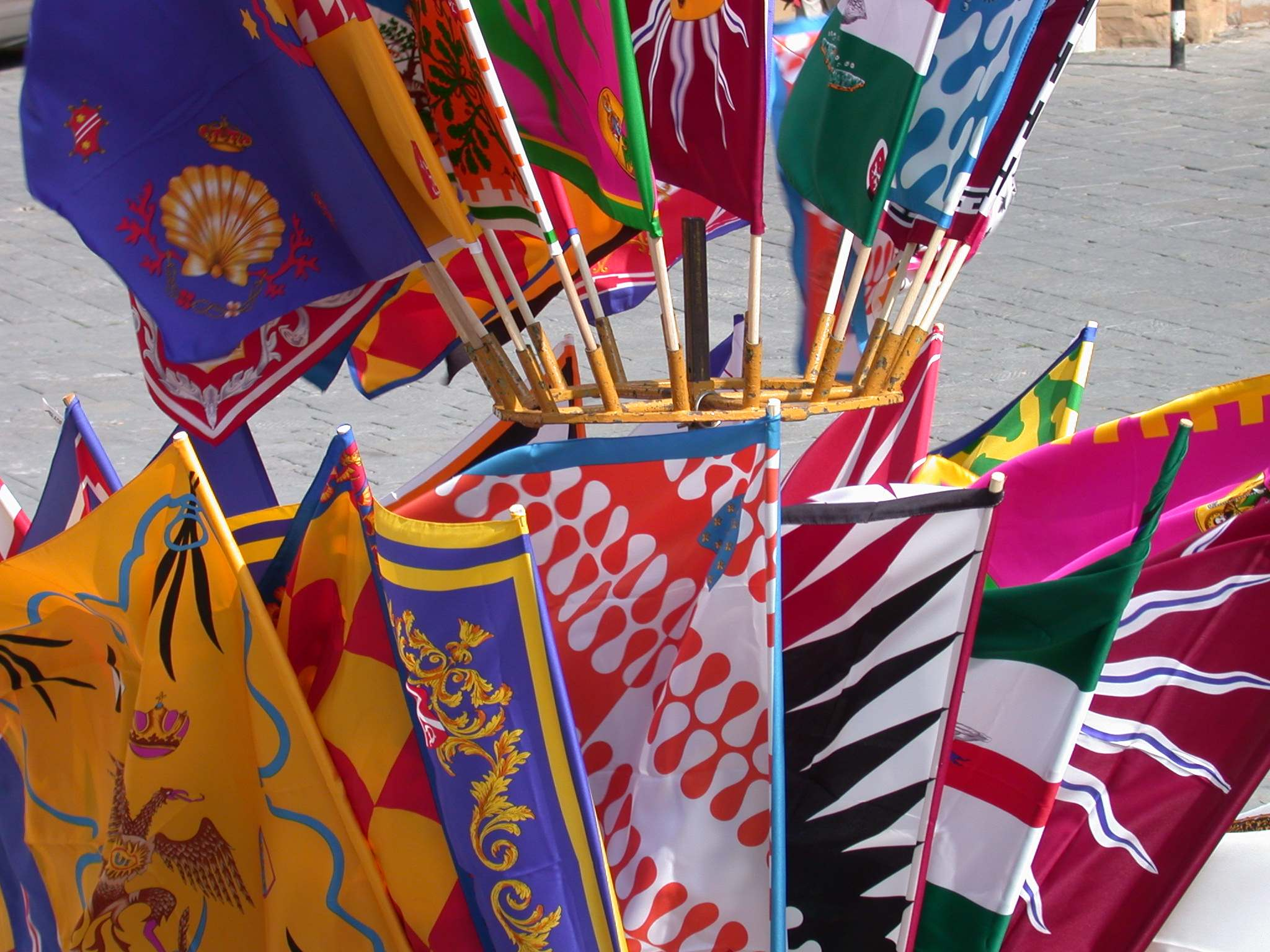
Drapeaux des contrades pour le Palio de Sienne.

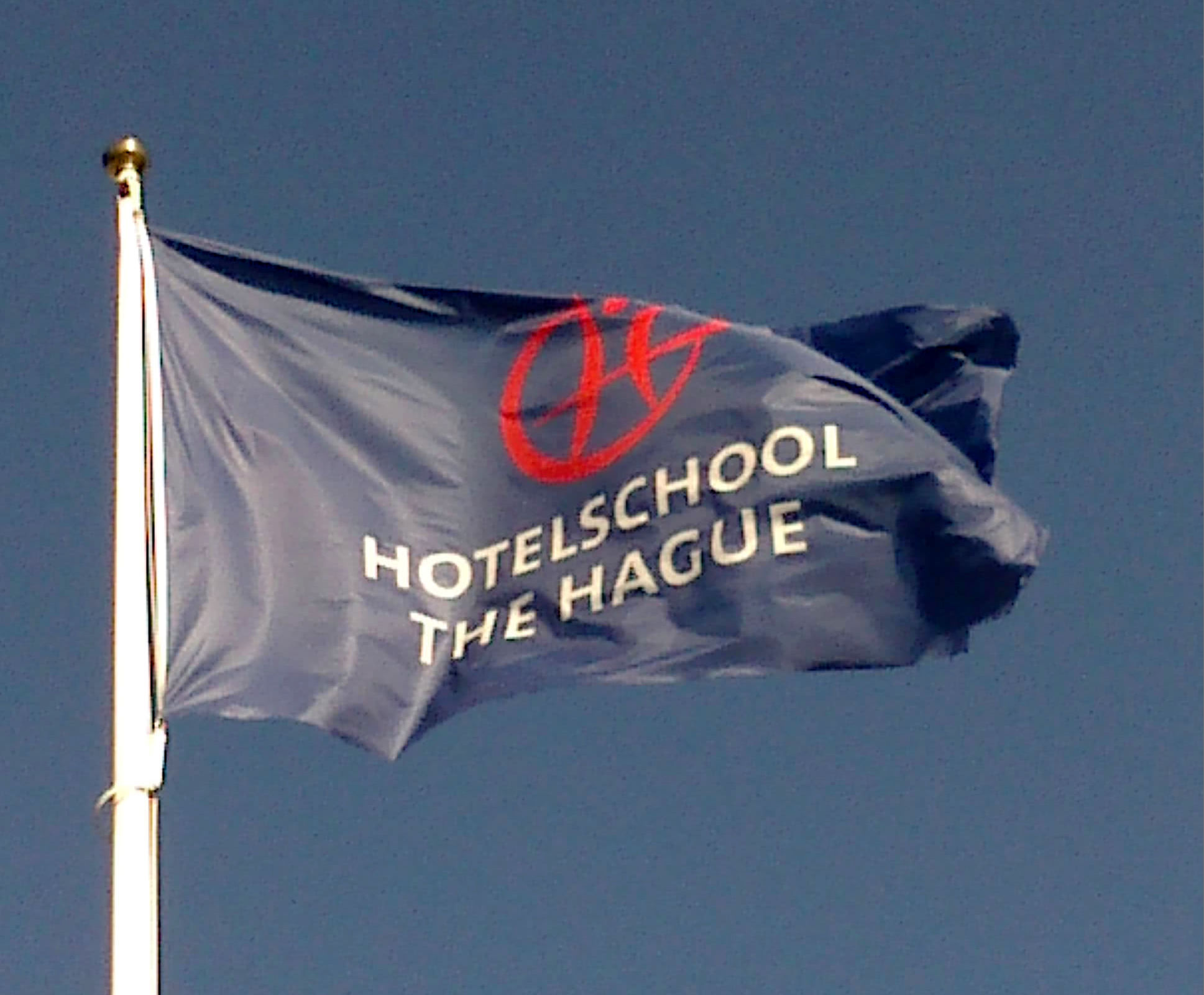
Drapeau de l'Hotelschool The Hague, exemple de drapeau d'entreprise.

Un drapeau représente la « personne morale » d'un groupe ou d'une communauté. Cela peut être un État souverain, un territoire, une ville, une organisation (une entreprise, une administration publique, un syndicat, un parti politique, une association, etc.), un corps d'armée ou une de ses subdivisions. Le drapeau est une projection identitaire, un message envoyé à celui qui le regarde.

Drapeau de l'Organisation internationale de la Francophonie.

Un drapeau peut représenter une communauté de langue[réf. nécessaire] ou une langue spécifique. Tels sont les cas des drapeaux de l’Organisation internationale de la Francophonie, de la communauté des pays de langue portugaise, de l’espéranto, du pandunia.
Plus anecdotiquement, les drapeaux sont utilisés par certains pédagogues comme un moyen d'apprentissage en mathématiques, en médecine, en géographie. Les drapeaux porteurs de cartes sont un moyen de confronter les élèves à l'utilisation des cartes, d'améliorer la connaissance de la géographie nationale des élèves, un mode d'exposition aux symboles culturels en géographie et dans d'autres disciplines connexes.

## Protocole et mise en berne

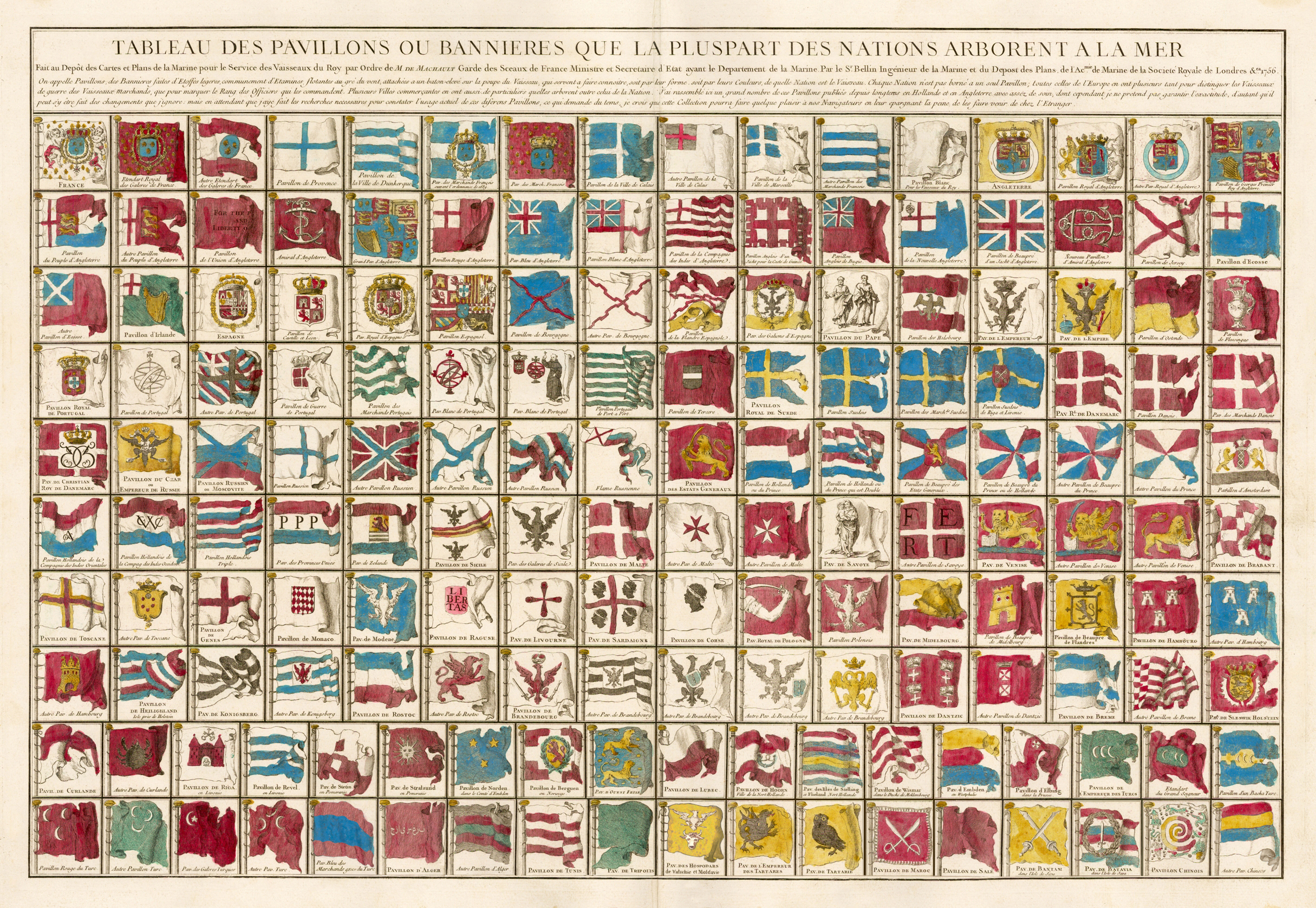
Principaux pavillons arborés à la mer en 1767, par Louis-Jean Montier Deslongchamps (1721-1782), lieutenant des vaisseaux du Roy et du port de Brest.

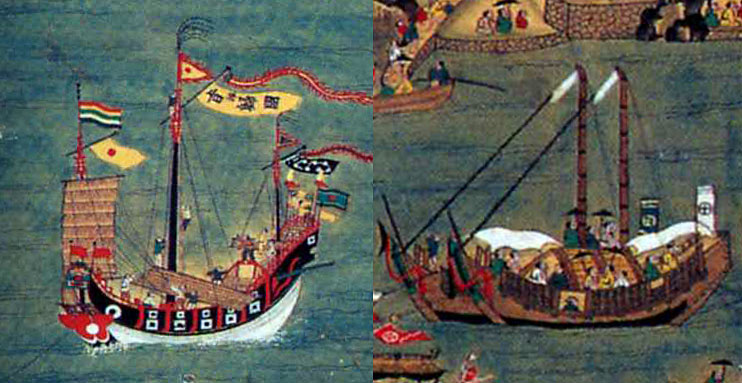
Drapeaux de marine des îles Ryuku et Satsuma, Japon, XVIIIe siècle.

Il existe différents protocoles observés lors de l’arborade et l’exhibition des drapeaux. Il est parfois considéré comme un manque de considération que de laisser un drapeau flotter la nuit (à moins qu’il ne soit éclairé) ou lorsque les conditions météorologiques ne s’y prêtent pas. Enfin, il est universellement condamné, par la loi ou du moins par la morale et la dignité d’appartenir ou de représenter une nation ou une organisation, de laisser flotter un pavillon dégradé, décoloré, sale ou qui s’est enroulé autour de son mât. Par respect pour ce qu’il représente, le drapeau ne doit jamais toucher le sol. Il est souvent d’usage de saluer le drapeau lorsqu’on le hisse sur son mât dans des contextes officiels ou militaires.
La mise en berne d’un drapeau est une coutume visant à rendre un hommage, lors du décès d’une personnalité d’importance nationale ou étatique, d’un membre du gouvernement ou de la famille royale. Les drapeaux sont également parfois mis en berne la nuit ou selon un code établi par les autorités des organisations et États qu’ils représentent.

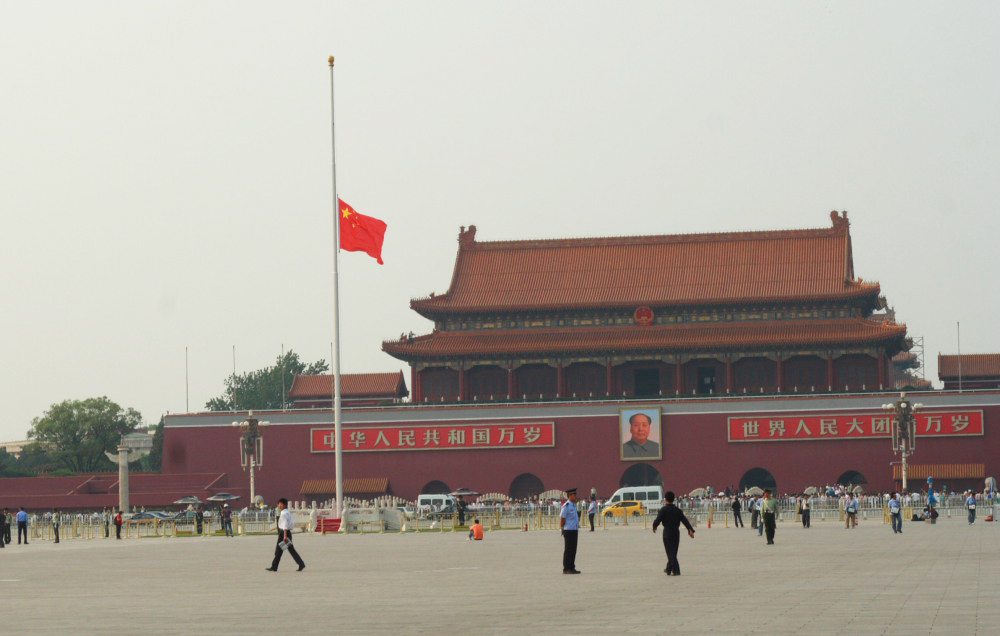
Drapeau de la république populaire de Chine en berne pendant le deuil national pour les victimes du tremblement de terre du Sichuan en mai 2008.

Il n'est pas d'usage de superposer des drapeaux sur un même mât car l’organisation ou l’État représenté par un drapeau ne peut pas prendre le dessus sur un autre. Il existe des exceptions, en ce qui concerne, par exemple, le drapeau d'un pays, pouvant flotter au-dessus de celui d'un de ses États ou d'une de ses provinces.
Certains drapeaux flottant à l’envers (« tête en bas ») peuvent signifier que la base ou les bâtiments où ils flottent sont passés aux mains de l’ennemi. C'est également un signe de détresse, mais peut aussi être un signe de contestation ou de rébellion.

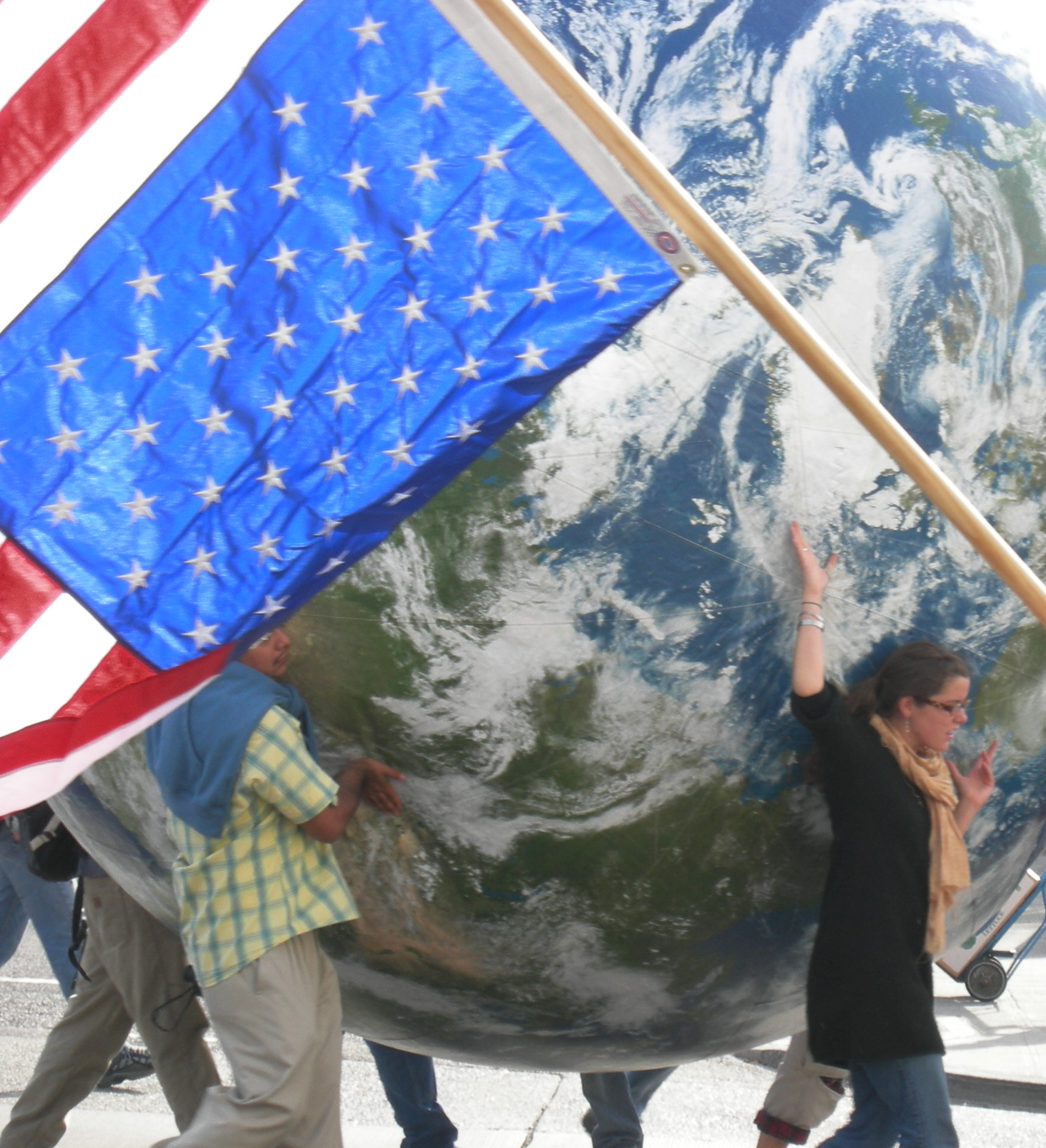
Drapeau des États-Unis hissé « tête en bas » par des contestataires pacifistes lors d'une manifestation anti-guerre à Seattle le 27 octobre 2007.

Il existe pour les usages officiels, un protocole sur la façon de plier un drapeau.
Les cercueils de soldats morts en territoire étranger sont souvent recouverts ou enveloppés d'un pavillon lors de leur rapatriement.
On distingue également le drapeau du pavillon. Le drapeau est conçu pour être porté à la main, et dispose d'une hampe le plus souvent en PVC ; alors que le pavillon est une étoffe qui est conçue pour être montée sur les mâts. Dans le langage courant, nous utilisons à tort le mot drapeau pour désigner les drapeaux et les pavillons.

## Symbologie

### La forme des drapeaux

#### Les drapeaux rectangulaires
Les drapeaux de forme rectangulaire sont les plus nombreux. Cependant, chaque drapeau peut avoir un rapport différent, c'est-à-dire plus ou moins allongé. La représentation exacte d'un drapeau correspond à son rapport équivalent. Le rapport le plus fréquent est 2:3 (plus de 40 % des drapeaux nationaux), puis 1:2 et 3:5.
Le drapeau du Qatar est 2,54 fois plus large que haut, ce qui en fait le drapeau national le plus allongé.
Le drapeau du Togo est le seul drapeau rectangulaire à posséder un rapport non rationnel : φ = 1+√5/2 ≈ 1.618034

Drapeau de la République démocratique du Congo, rapport 3:4 (1,333)
Drapeau du Cap-Vert, rapport 2:3 (1,5)
Drapeau du Togo, rapport ≈ 1,618034)
Drapeau du Canada, rapport 1:2 (2)
Drapeau du Qatar, rapport 11:28 (2,545)

Certains drapeaux ont changé de rapport au cours de leur histoire.

Drapeau du Burundi avant 1982 (rapport 2:3).
Drapeau du Burundi (rapport 3:5).

##### Usages particuliers
Parfois, le rapport de forme diffère selon les contextes.

Drapeau officiel de la Belgique (rapport 13:15).
Drapeau de la Belgique utilisée dans le civil (rapport 2:3).

##### Drapeaux carrés
Les drapeaux de la Suisse et du Vatican sont les deux seuls drapeaux nationaux de forme carrée.

Drapeau de la Suisse.
Drapeau du Vatican.

Les drapeaux de tous les cantons suisses sont également carrés. D'autres drapeaux adoptent également cette forme.

Drapeau du canton d'Argovie
Drapeau du canton de Bâle-Campagne
La Wiphala, drapeau de certaines régions andines.

#### Drapeaux non rectangulaires
Le drapeau du Népal est le seul drapeau national qui ne soit pas un quadrilatère, il est formé de deux triangles. C'est également le seul drapeau national à être plus haut que large.
D'autres drapeaux ont également adopté une forme non rectangulaire.

Drapeau du Népal (2 pennons).
Drapeau de l'Ohio (1 pennon).

### L'avers et le revers
Le drapeau du Paraguay est le seul drapeau national à avoir un symbole différent sur chacune de ses faces. Sur l'endroit, on peut observer les armoiries du pays, alors que, sur l'envers, on trouve un lion assis de profil devant une pique surmontée du bonnet phrygien, le tout entouré par la devise nationale Paz y Justicia (« Paix et Justice »). Par le passé, les drapeaux de Moldavie (1990-2010), des Philippines (1898-1901) et de l'Union soviétique (1923-1991) dont certains symboles n'étaient pas reproduits au revers ont donc eu deux faces distinctes, mais pas un symbole différent sur chaque face.

Drapeau du Paraguay (endroit).
Drapeau du Paraguay (envers).
Drapeau de la Moldavie (endroit, 1990-2010).
Drapeau de la Moldavie (envers, 1990-2010).
Drapeau des Philippines (endroit, 1898-1901).
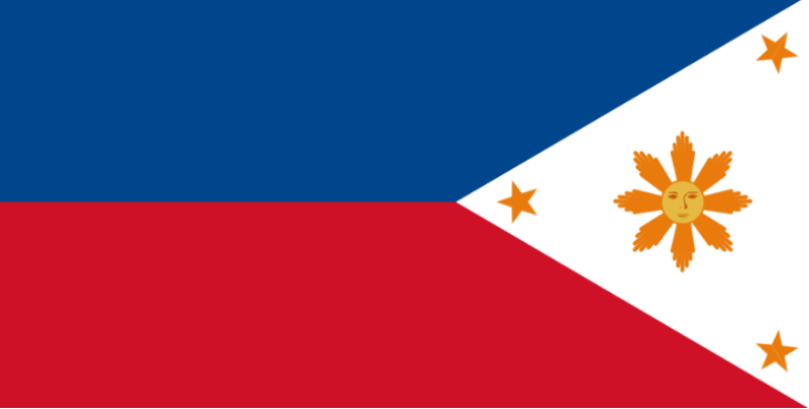
Drapeau des Philippines (envers, 1898-1901).
Drapeau de l'Union soviétique (endroit, 1923-1991)
Drapeau de l'Union soviétique (envers, 1923-1991)

### Les couleurs

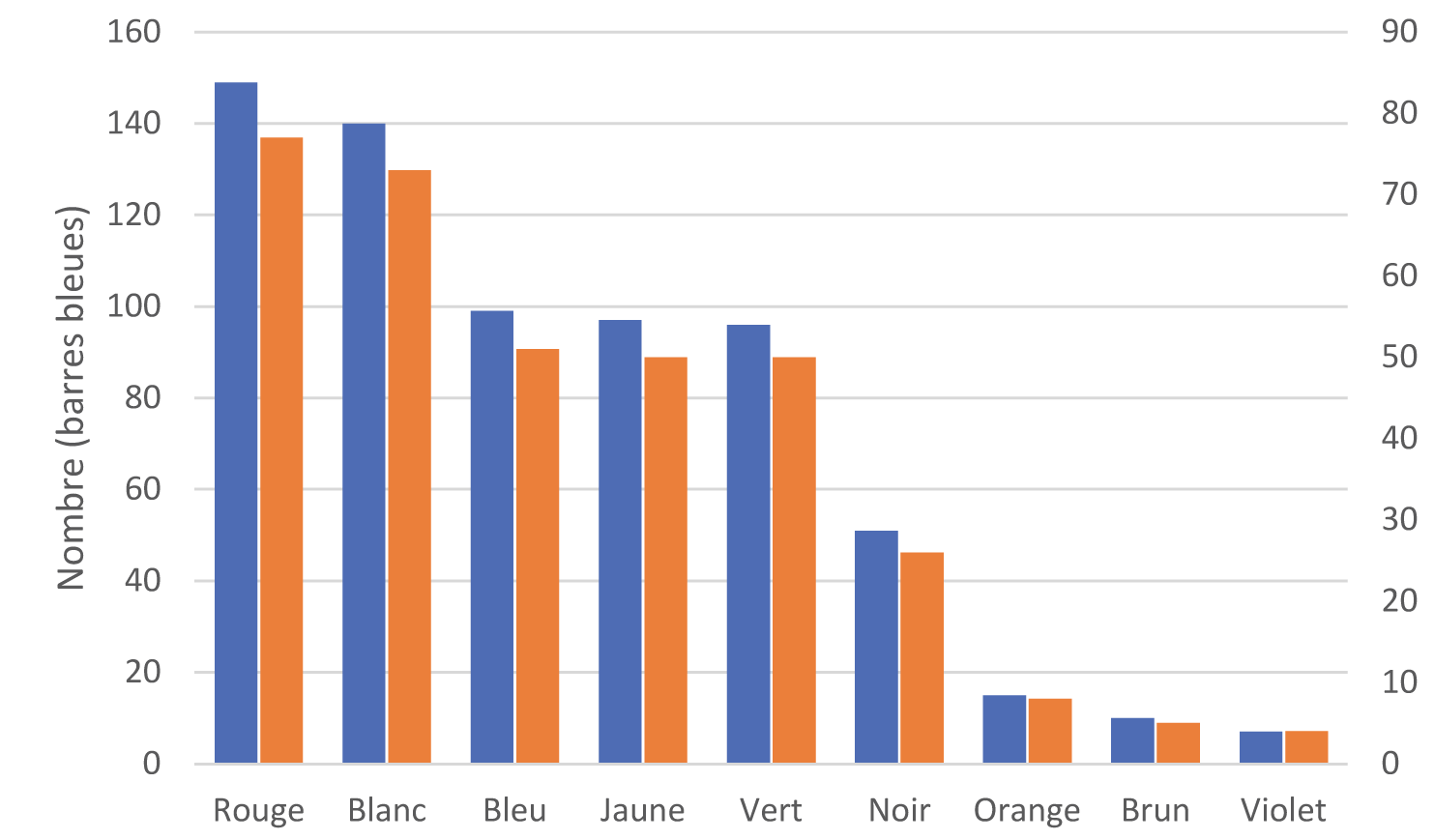
Nombre (barres bleues) et pourcentage (barres orange) de drapeaux nationaux par couleur en 2013

Dans les drapeaux nationaux, en 2013, les couleurs les plus utilisées sont le rouge et le blanc suivies du bleu et du vert. À ces couleurs sont attachées des symboliques variées. Les définitions les plus fréquemment utilisées pour le blanc, le bleu, le jaune, le vert et le noir sont respectivement la pureté (43 %), la mer (48 %), la richesse (35 %), la nature (53 %) et les personnes noires (41 %). La couleur rouge est choisie dans la moitié des cas pour représenter le sang ayant coulé au cours d'un épisode sanglant de la nation. L'orange, particulièrement rare sur les drapeaux nationaux, est adopté par nombre de logos et donc de drapeaux de partis politiques européens à partir des années 1970, pour des raisons marketing, mais aussi dans certains cas pour rappeler une filiation avec la dynastie royale d'Orange-Nassau.
Le drapeau olympique : de couleurs bleu, jaune, noir, vert et rouge, représente tous les pays du monde car tous les drapeaux nationaux possèdent au moins une de ces six couleurs (en comptant le blanc pour la couleur du fond). Le nombre des anneaux représente les cinq continents, sans pour autant apparenter chaque anneau à un continent précis. Le drapeau officiel de l'Organisation Internationale de la Francophonie représente un cercle, subdivisé en cinq arcs de couleurs différentes. De la même manière que le drapeau olympique, il représente les cinq continents habités. Les couleurs sont identiques à l’exception du noir remplacé par le violet.

Drapeau olympique.
Drapeau de la Francophonie.

Drapeau de la Pologne.
Armoiries de la Pologne.
Drapeau de la Hongrie.
Armoiries de la Hongrie.

#### Les couleurs panafricaines
Le Panafricanisme est un mouvement intellectuel et politique qui prône généralement une étroite collaboration politique, économique et sociale. Elle est, notamment à ses débuts, porteuse d'un sentiment de résistance contre les puissances coloniales. L'Éthiopie est le seul État africain ayant réussi à conserver son indépendance vis-à-vis des puissances coloniales. Il arbore un drapeau aux bandes rouge, jaune et verte. À la fin des années 1910, le militant jamaïcain Marcus Garvey, fondateur de l'Universal Negro Improvement Association and African Communities League (UNIA), adopte pour son organisation un drapeau aux couleurs rouge, noire et verte. Le rouge symbolise le sang versé des Noirs, le vert la nature et le noir la couleur de peau des Africains. Il semble qu'il ait cru que ces couleurs soient celles de l'Éthiopie. En 1927, il est déporté vers la Jamaïque. Là-bas, ses idées promouvant l’Éthiopie ont un rôle important dans le développement du rastafarisme qui adopte, à travers des éléments décoratifs, les couleurs de Garvey auxquelles sont ajoutées le jaune éthiopien figurant le soleil et l'or,.

Drapeau de l'Empire d'Éthiopie (1897-1974).
Le drapeau rouge, noir et vert de l'UNIA en 1920.
Drapeau de la Jamaïque.

En 1956, le drapeau du Ghana, nouvellement indépendant, reprend les couleurs de l'Éthiopie et ajoute une étoile noire qui pourrait provenir du drapeau de la Black Star Line, compagnie maritime fondée par Marcus Garvey pour faciliter le transport des biens et des Afro-américains à destination de l'Afrique. Cette combinaison de quatre couleurs ou de trois sans le jaune ou le vert se retrouve sur les drapeaux d'un certain nombre d'anciennes colonies de Grande-Bretagne (Afrique du Sud, Kenya, Malawi, Ouganda, Soudan du Sud, Zambie, Zimbabwe) et du Portugal (Angola, Mozambique, Sao Tomé-et-Principe, Guinée-Bissau et anciennement Cap-Vert),,.

Drapeau du Ghana.
Drapeau de l’Afrique du Sud.
Drapeau du Malawi.
Drapeau de l’Ouganda.
Drapeau du Soudan du Sud.
Drapeau de la Zambie.
Drapeau du Zimbabwe.
Drapeau de Sao Tomé-et-Principe.

La combinaison vert, jaune et rouge, encore en usage en Éthiopie, a été adoptée par les anciennes colonies françaises du Mali, Sénégal, Guinée, Burkina Faso, Togo, Cameroun, Bénin, de la République centrafricaine et de la République du Congo, et anciennement du Rwanda,.

Drapeau de l’Éthiopie.
Drapeau du Mali.
Drapeau du Sénégal.
Drapeau de la Guinée.
Drapeau du Burkina Faso.
Drapeau du Togo.
Drapeau du Cameroun.
Drapeau du Congo (Brazzaville).
Drapeau du Bénin.

En Amérique centrale et en Amérique du Sud, Grenade, Saint-Christophe-et-Niévès, le Guyana et le Suriname reprennent les couleurs panafricaines en souvenir du passé africain d'une partie de leur population.

Drapeau de la Grenade
Drapeau du Guyana
Drapeau de Saint-Christophe-et-Niévès

#### Les couleurs panarabes
Les drapeaux et bannières ont été utilisés dès les premiers jours de l'Islam lors des batailles militaires de Mahomet. Il en utilisait un blanc, un autre noir. Ses successeurs, les califes Abou Bakr As-Siddiq et Omar ibn al-Khattâb ont utilisé des drapeaux blancs et rouges. Chaque dynastie islamique a par la suite tenté de s'associer symboliquement à une certaine couleur. Les drapeaux de la dynastie des Omeyyades sont blancs, leurs adversaires les Abbassides choisissent le noir. Les Fatimides qui se réclament descendant de Fatima Zahra, fille du prophète, adoptent le vert en raison de la tradition selon laquelle Mahomet portait un manteau de cette couleur. Les Kharijites, un groupe de dissidents, optent pour le rouge, couleur reprise par l'Empire ottoman.
Ces quatre couleurs, dites couleurs panarabes, du fait de leur association au prophète ou à ses successeurs, ont rapidement été sanctifiées.Elles sont utilisées en totalité par dix des vingt-deux pays de la Ligue arabe et, à l'exception de Djibouti et de la Somalie, les autres ont adopté au moins une de ces couleurs et un symbole islamique spécifique.

Drapeau de l'Empire hotaki (1709–1738).
Drapeau de Mascate et Oman (1820-1970).
Drapeau des Maldives (1796-1903)
Drapeau de la Jamahiriya arabe libyenne (1977-2011).
Drapeau de l'émirat islamique d'Afghanistan (27 septembre 1996 – 27 octobre 1997)

Au cours de la révolte arabe de 1916-1918 contre les turcs ottomans, Hussein ben Ali adopte le 10 juin 1916, un drapeau constitué de trois bandes horizontales noire, verte, blanche auxquelles se superpose un triangle rouge. Il se pourrait que ce drapeau soit issu de conceptions suggérées par des mouvements intellectuels nationalistes arabes tels que Al-Muntada al-Adabi (ar) et Al-Fatat avec lesquels son fils était en contact. L'historiographie envisage également qu'il ait été proposé à Hussein ben Ali par le fonctionnaire britannique Mark Sykes « qui pensait qu'un drapeau arabe arboré dans les territoires arabes sous contrôle britannique servirait de contrepoids à un drapeau français arboré dans les territoires arabes sous contrôle français ». Le drapeau de la révolte arabe, évènement fondateur et symbole du panarabisme, est devenu un prototype autour duquel d'autres États arabes ont conçu leur drapeau. Plus tard, avec le déclin de l'idéologie panarabe, il est utilisé pour véhiculer simultanément les identités islamique, arabe et territoriale.
Les Palestiniens ont adopté le drapeau de la révolte arabe tel quel car il symbolise à leurs yeux « la nécessité d'un effort entièrement arabe contre la cause sioniste ». La Jordanie y a simplement ajouté une étoile à sept branches symbolisant soit l'unité du peuple jordanien, soit les sept versets de la première sourate du Coran. Durant la brève fédération hachémite, appelée Fédération arabe, formée en février 1958, la Jordanie et l'Irak ont repris le drapeau de la révolte arabe.

Drapeau de l'État palestinien.
Drapeau de la Jordanie.
Drapeau du Soudan.
Drapeau du Koweït.
Drapeau des Émirats arabes unis.

En Égypte, après le coup d'État de 1952, il apparaît concomitamment au drapeau officiel à trois étoiles et au croissant blancs sur fond vert un "drapeau de la libération" à trois bandes rouge (la Révolution), blanche (la paix) et noire (l'ancien régime corrompu) avec l'aigle de Saladin, qui régna sur l’Égypte au XIIe siècle, en son centre. Ce rapace devient le symbole de la révolution égyptienne.
En février 1958, lors de la création de la République arabe unie unissant la Syrie et l’Égypte, le drapeau de la libération égyptienne est repris mais l'oiseau est remplacé par deux étoiles vertes représentant les deux districts, la Syrie et l'Égypte. Auparavant, le drapeau syrien, adopté en 1932, arbore un drapeau à trois bandes horizontales verte, blanche, noir. Au milieu de la bande blanche trois étoiles rouges représentent les quartiers de Damas. L'objectif est de déconnecter symboliquement la Syrie de son passé hachémite, mais pas de son héritage arabe et islamique.
La République arabe unie forme avec le Yémen, les États arabes unis, une confédération dont l'existence cesse en 1961 avec la dissolution de la République arabe unie mais l’Égypte en conserve le nom et le drapeau jusqu'en 1971. Lors du coup d'état militaire de 1962 soutenu par l'Égypte renversant la monarchie au Yémen du Nord, il est adopté le drapeau de la République arabe unie mais avec une seule étoile. Celle-ci est ôtée lors de l'unification du nord et du sud du Yémen en 1990.

Drapeau de la République syrienne (1930-1958, 1961-1963)
Drapeau de la Révolution égyptienne de 1952
Drapeau de la République arabe unie (1958-1971).
Drapeau de la République arabe du Yémen (1962-1990).
Drapeau du Yémen.

En 1963, pour indiquer leur aspiration à une nouvelle fédération unissant l'Égypte, la Syrie, et l'Irak, ces deux derniers reprennent le drapeau de la République arabe unie et ajoutent une troisième étoile verte. Ce drapeau est conservé par l'Irak bien après la rapide dissolution de la fédération. Par la suite, le contenu de la bande centrale et sa signification évoluent au gré des évènements politiques.
En 1971 est créée l'Union des Républiques arabes qui doit fédérer l'Égypte, la Syrie et la Libye. Le drapeau se compose de trois bandes horizontales de couleur rouge, blanche et noire, avec au milieu de la bande blanche un faucon doré représentant la tribu Quraysh du Prophète. Le projet avorte rapidement mais la Syrie conserve ce drapeau jusqu'en 1980, date officielle de la dissolution. Le président Hafez el-Assad, attaché à l'idéal panarabe, reprend ensuite le drapeau de la République arabe unie pour asseoir sa légitimité. De son côté, en 1984, l'Égypte remplace le faucon par l'aigle de Saladin pour symboliser à la fois l'ère de Saladin et la Révolution de 1952. Le drapeau représente ainsi les identités islamique et arabe de son peuple.

Drapeau de l'Irak.
Drapeau de la Syrie.
Drapeau de l'Union des Républiques arabes (1972-1984).
Drapeau de l'Égypte.
Drapeau de la Libye.

#### Les couleurs panslaves
Les couleurs panslaves ont pour origine le drapeau russe, blanc, bleu et rouge horizontaux. Parmi les interprétations qui furent données à ces couleurs, l'une d'elles, datant du XIXe siècle, associe à chacune d'elles un peuple : le blanc serait la couleur traditionnelle des — les Biélorusses — dont le nom signifie « Russes blancs », le bleu celle des Ukrainiens connus sous le nom de Petits Russes ou Russes bleus, et le rouge celle des Grands Russes, généralement simplement appelés Russes mais également connus sous le nom de Russes rouges. Historiquement, ce qui est démontrable, c'est que les couleurs reprennent celles du Blason de la Moscovie attesté vers 1462, inspiré de celui de 1390 : le rouge est la couleur du champ de l'écu, le cheval de saint Georges est blanc et sa cape est bleue.
L'expansion territoriale de l'Empire russe a permis la diffusion de ces couleurs et son appropriation comme drapeau ethnique, puis comme drapeau national d'État, par les autres peuples slaves. Ainsi en 1835, la drapeau serbe, s'inspirant de la « Mère Russie », choisit le drapeau rouge, bleu, blanc. Au cours des révolutions d'Europe en 1848, se tient le premier Congrès slave au cours duquel les peuples représentés se mettent d'accord pour adopter les trois couleurs. Les Slovaques et les Slovènes adoptent l'ordre blanc, bleu, rouge, les Croates l'ordre rouge, blanc, bleu. Ces agencements de couleurs manifestent d'abord l'austroslavisme et le panslavisme, avant de devenir indépendantistes et d'être repris plus tard dans les drapeaux des nouveaux États slaves. Ainsi, vers 1880, le Monténégro reprend le drapeau serbe, mais y ajoute ses propres armes.
Face à la prolifération des drapeaux aux couleurs panslaves, en 1878, la Bulgarie change le bleu par le vert. La Tchécoslovaquie, issue de l'union des provinces historiques de Bohême, Moravie, Slovaquie et Ruthénie, combine en 1920 les couleurs des Tchèques (Bohêmes et Moraves), rouge et blanc, avec celles des Slovaques, blanc, rouge, bleu. Dans les Balkans, malgré les évènements historiques ayant abouti à de multiples recompositions politiques, les couleurs panslaves restent la norme. Après la dislocation de l'URSS, la Russie revient à son drapeau d'origine, l'Ukraine adopte les couleurs bleu/or et les armoiries de la principauté de Galicie-Volhynie, et la Biélorussie, en un premiers temps, le blanc/rouge du Grand-duché de Lituanie qui restent de nos jours les couleurs de l'opposition pro-européenne, tandis que le gouvernement pro-russe d'Alexandre Loukachenko a choisi entre-temps de revenir au drapeau de la République socialiste soviétique de Biélorussie. En 2009, 21 % des sujets fédéraux de la fédération de Russie ont un drapeau arborent les trois couleurs.
|                      |                      |                      |                      |                      |                      |  |  |                |                |                |                |                |                |  |  |                                  |                                  | Russie Fin XVIIe siècle          |                                  |                                  |                                  |  |  |                                                      |                            |                            |                            |                            |                            |  |  |                                                   |                                                   |                                                   |                                                   |                                                   |                                                   |  |  |               |               |               |               |               |               |  |  |  |  |  |  |  |  |  |  |  |  |  |  |  |  |  |  |  |  |  |  |  |  |  |  |  |  |  |  |  |  |  |  |  |  |  |  |  |  |  |  |  |  |  |  |
|                      |                      |                      |                      |                      |                      |  |  |                |                |                |                |                |                |  |  |                                  |                                  |                                  |                                  |                                  |                                  |  |  |                                                      |                            |                            |                            |                            |                            |  |  |                                                   |                                                   |                                                   |                                                   |                                                   |                                                   |  |  |               |               |               |               |               |               |  |  |  |  |  |  |  |  |  |  |  |  |  |  |  |  |  |  |  |  |  |  |  |  |  |  |  |  |  |  |  |  |  |  |  |  |  |  |  |  |  |  |  |  |  |  |
|                      |                      |                      |                      |                      |                      |  |  |                |                |                |                |                |                |  |  |                                  |                                  |                                  |                                  |                                  |                                  |  |  |                                                      |                            |                            |                            |                            |                            |  |  |                                                   |                                                   |                                                   |                                                   |                                                   |                                                   |  |  |               |               |               |               |               |               |  |  |  |  |  |  |  |  |  |  |  |  |  |  |  |  |  |  |  |  |  |  |  |  |  |  |  |  |  |  |  |  |  |  |  |  |  |  |  |  |  |  |  |  |  |  |
| Tchécoslovaquie 1920 | Tchécoslovaquie 1920 | Tchécoslovaquie 1920 | Tchécoslovaquie 1920 | Tchécoslovaquie 1920 | Tchécoslovaquie 1920 |  |  |                |                |                |                |                |                |  |  | Royaume de Croatie-Slavonie 1868 | Royaume de Croatie-Slavonie 1868 | Royaume de Croatie-Slavonie 1868 | Royaume de Croatie-Slavonie 1868 | Royaume de Croatie-Slavonie 1868 | Royaume de Croatie-Slavonie 1868 |  |  | Royaume du Monténégro 1905                           | Royaume du Monténégro 1905 | Royaume du Monténégro 1905 | Royaume du Monténégro 1905 | Royaume du Monténégro 1905 | Royaume du Monténégro 1905 |  |  | Principauté de Serbie 1835 Royaume de Serbie 1882 | Principauté de Serbie 1835 Royaume de Serbie 1882 | Principauté de Serbie 1835 Royaume de Serbie 1882 | Principauté de Serbie 1835 Royaume de Serbie 1882 | Principauté de Serbie 1835 Royaume de Serbie 1882 | Principauté de Serbie 1835 Royaume de Serbie 1882 |  |  | Bulgarie 1878 | Bulgarie 1878 | Bulgarie 1878 | Bulgarie 1878 | Bulgarie 1878 | Bulgarie 1878 |  |  |  |  |  |  |  |  |  |  |  |  |  |  |  |  |  |  |  |  |  |  |  |  |  |  |  |  |  |  |  |  |  |  |  |  |  |  |  |  |  |  |  |  |  |  |
| Tchécoslovaquie 1920 | Tchécoslovaquie 1920 | Tchécoslovaquie 1920 | Tchécoslovaquie 1920 | Tchécoslovaquie 1920 | Tchécoslovaquie 1920 |  |  |                |                |                |                |                |                |  |  | Royaume de Croatie-Slavonie 1868 | Royaume de Croatie-Slavonie 1868 | Royaume de Croatie-Slavonie 1868 | Royaume de Croatie-Slavonie 1868 | Royaume de Croatie-Slavonie 1868 | Royaume de Croatie-Slavonie 1868 |  |  | Royaume du Monténégro 1905                           | Royaume du Monténégro 1905 | Royaume du Monténégro 1905 | Royaume du Monténégro 1905 | Royaume du Monténégro 1905 | Royaume du Monténégro 1905 |  |  | Principauté de Serbie 1835 Royaume de Serbie 1882 | Principauté de Serbie 1835 Royaume de Serbie 1882 | Principauté de Serbie 1835 Royaume de Serbie 1882 | Principauté de Serbie 1835 Royaume de Serbie 1882 | Principauté de Serbie 1835 Royaume de Serbie 1882 | Principauté de Serbie 1835 Royaume de Serbie 1882 |  |  | Bulgarie 1878 | Bulgarie 1878 | Bulgarie 1878 | Bulgarie 1878 | Bulgarie 1878 | Bulgarie 1878 |  |  |  |  |  |  |  |  |  |  |  |  |  |  |  |  |  |  |  |  |  |  |  |  |  |  |  |  |  |  |  |  |  |  |  |  |  |  |  |  |  |  |  |  |  |  |
|                      |                      |                      |                      |                      |                      |  |  |                |                |                |                |                |                |  |  |                                  |                                  |                                  |                                  |                                  |                                  |  |  |                                                      |                            |                            |                            |                            |                            |  |  |                                                   |                                                   |                                                   |                                                   |                                                   |                                                   |  |  |               |               |               |               |               |               |  |  |  |  |  |  |  |  |  |  |  |  |  |  |  |  |  |  |  |  |  |  |  |  |  |  |  |  |  |  |  |  |  |  |  |  |  |  |  |  |  |  |  |  |  |  |
|                      |                      |                      |                      |                      |                      |  |  |                |                |                |                |                |                |  |  |                                  |                                  |                                  |                                  |                                  |                                  |  |  | 1918 1946 1992 Yougoslavie puis Serbie-et-Monténégro |                            |                            |                            |                            |                            |  |  |                                                   |                                                   |                                                   |                                                   |                                                   |                                                   |  |  |               |               |               |               |               |               |  |  |  |  |  |  |  |  |  |  |  |  |  |  |  |  |  |  |  |  |  |  |  |  |  |  |  |  |  |  |  |  |  |  |  |  |  |  |  |  |  |  |  |  |  |  |
|                      |                      |                      |                      |                      |                      |  |  |                |                |                |                |                |                |  |  |                                  |                                  |                                  |                                  |                                  |                                  |  |  |                                                      |                            |                            |                            |                            |                            |  |  |                                                   |                                                   |                                                   |                                                   |                                                   |                                                   |  |  |               |               |               |               |               |               |  |  |  |  |  |  |  |  |  |  |  |  |  |  |  |  |  |  |  |  |  |  |  |  |  |  |  |  |  |  |  |  |  |  |  |  |  |  |  |  |  |  |  |  |  |  |
|                      |                      |                      |                      |                      |                      |  |  |                |                |                |                |                |                |  |  |                                  |                                  |                                  |                                  |                                  |                                  |  |  |                                                      |                            |                            |                            |                            |                            |  |  |                                                   |                                                   |                                                   |                                                   |                                                   |                                                   |  |  |               |               |               |               |               |               |  |  |  |  |  |  |  |  |  |  |  |  |  |  |  |  |  |  |  |  |  |  |  |  |  |  |  |  |  |  |  |  |  |  |  |  |  |  |  |  |  |  |  |  |  |  |
| Tchéquie 1993        | Tchéquie 1993        | Tchéquie 1993        | Tchéquie 1993        | Tchéquie 1993        | Tchéquie 1993        |  |  | Slovaquie 1992 | Slovaquie 1992 | Slovaquie 1992 | Slovaquie 1992 | Slovaquie 1992 | Slovaquie 1992 |  |  | Croatie 1990                     | Croatie 1990                     | Croatie 1990                     | Croatie 1990                     | Croatie 1990                     | Croatie 1990                     |  |  | Slovénie 1994                                        | Slovénie 1994              | Slovénie 1994              | Slovénie 1994              | Slovénie 1994              | Slovénie 1994              |  |  | Serbie 2010                                       | Serbie 2010                                       | Serbie 2010                                       | Serbie 2010                                       | Serbie 2010                                       | Serbie 2010                                       |  |  |               |               |               |               |               |               |  |  |  |  |  |  |  |  |  |  |  |  |  |  |  |  |  |  |  |  |  |  |  |  |  |  |  |  |  |  |  |  |  |  |  |  |  |  |  |  |  |  |  |  |  |  |

### Les symboles géométriques

#### La croix scandinave
Articles détaillés : Croix scandinave
Les drapeaux des pays scandinaves arborent tous — à l’exception de l’Estonie — une croix grecque dont la branche verticale est plus proche du guindant que du battant, de façon que le centre de la croix soit équidistante du haut, du bas et du guindant du drapeau, et dont la branche horizontale est prolongée jusqu’au bord flottant du drapeau ; lorsque le drapeau flotte au vent, cet allongement est moins visible. À noter aussi que certains de ces drapeaux ont le bord flottant découpé en queue d’aronde, raccourcissant ainsi d’autant cette branche.

La croix grecque est aussi présente sur de nombreux drapeaux autour du monde.

Drapeau du Danemark.
Drapeau de la Norvège.
Drapeau de la Suède.
Drapeau de la Finlande.
Drapeau de l'Islande.
Drapeau d'Åland.
Drapeau des Îles Féroé.
Drapeau des Shetland.
Drapeau des Orcades.
Drapeau de la Scanie.

#### L'étoile
Les étoiles sont l'un des symboles géométriques les plus couramment utilisés dans les drapeaux. Près de 45 % des drapeaux de l'Organisation des Nations unies comportent au moins une étoile. Elles sont, dans l'histoire humaine, un symbole des corps célestes et de la divinité, elles sont aussi dans les drapeaux un symbole par défaut susceptible de représenter toute valeur souhaitée ou objet.
Le nombre d'étoiles peut représenter le nombre de divisions d'un territoire comme pour le Tennessee, d'îles ou de divisions d'une nation, comme sur le drapeau des États-Unis, de la Grenade, des îles Cook, du Cap-Vert ou des Comores.

Le drapeau de l’État américain du Tennessee.
Le drapeau des îles Cook.
Le drapeau du Cap-Vert.
Drapeau des Comores.

Par défaut, depuis le premier drapeau américain, le nombre de bras d'une étoile est de cinq. Pour la plupart des drapeaux, le nombre de bras n'a pas de signification, mais lorsqu'il est différent de cinq, il peut représenter un nombre de subdivisions territoriales ou des vertus importantes. La multiplication des bras permet de ne pas multiplier les étoiles. Dans le drapeau australien, une étoile à sept bras apparaît sous l'Union Jack. Six bras figurent les six États australiens et la septième ses deux territoires. L'étoile du drapeau des Îles Marshall possède 24 bras, le plus grand nombre enregistré, se rapportant à ses 24 districts. Quatre bras plus longs que les autres signalent les centres politiques et culturels du pays. Sur le drapeau de Bonaire, dépendance des Pays-Bas, les six bras correspondent aux six villages initiaux, sur celui de sa voisine Aruba, les quatre bras symbolisent les quatre points cardinaux et pour celui de Curaçao, les cinq bras indiquent les cinq continents d'où sont originaires les ancêtres de sa population. Pour les drapeau de Nauru et de l'Azerbaïdjan, le nombre de bras de l'étoile est à rapprocher du nombre de tribus. Le nombre minimal de bras pour une étoile est de trois. Le drapeau des brigades internationales en arbore une, ses membres provenant de trois continents.

Le drapeau des îles Marshall.
Le drapeau de la dépendance néerlandaise de Bonaire.
Le drapeau de la dépendance néerlandaise d'Aruba.
Le drapeau de la dépendance néerlandaise de Curaçao.
Drapeau de Nauru.
Drapeau de l'Azerbaïdjan.

La couleur de l'étoile a également son importance. Une étoile noire se rapportant aux couleurs panarabes est visible au milieu du drapeau du Somaliland. Une ou deux étoiles noires apparaissent sur les drapeaux africains du Ghana, de la Guinée-Bissau et de São Tomé et Principe. Elles y symbolisent la liberté et le noir est également une couleur panafricaine. Il en est de même du jaune, couleur de prospérité et de richesse et donc aussi d'espoir, choisi pour les étoiles du drapeau de la république d'Adyguée et de la République démocratique du Congo. Le blanc est souvent une couleur par défaut dans les étoiles, mais dans celui du Chili, il figure la neige sur les Andes et dans celui du Timor oriental la paix. Les étoiles bleues se rapportent souvent à la mer. Elles sont ainsi souvent employées pour les drapeaux d'organisations liées à la mer. L'étoile rouge, à l'origine symbole de l'URSS, a évolué pour devenir un symbole du communisme. L'étoile verte peut renvoyer à l'Islam.

Drapeau de la Guinée-Bissau.
Drapeau du Somaliland.
Drapeau de la république russe d'Adyguée.
Drapeau de la république démocratique du Congo.
Drapeau du Timor oriental.

La plupart du temps, la disposition des étoiles dans un drapeau est réalisée pour des raisons pratiques ou esthétiques. Les étoiles sont ainsi agencées en un demi-cercle sur des drapeaux nationaux ou infranationaux d'Amérique latine. Mais, elles peuvent représenter une carte terrestre, une constellation ou une carte du ciel, comme il est traité plus loin. Disposées en cercle comme sur le drapeau européen ou celui des Îles Cook, elles sont un symbole d'unité, de paix et de solidarité.
L'étoile associée au croissant de lune est un symbole important de l'Islam bien que d'origine païenne. Il est un emblème de la ville de Byzance en l'honneur des dieux de la population locale. Lors de la conquête de la ville et de sa région, les Ottomans reprennent ce symbole pour se représenter. À l'exception du drapeau des Maldives où n'est visible qu'un croissant, ce dernier est toujours associé à une étoile sur les autres drapeaux nationaux où il apparaît. En revanche, le croissant est généralement seul sur les drapeaux d'organisations obédiences islamiques. L'étoile et le croissant sont ordinairement un signe de la pratique de l'Islam dans la population, mais ils peuvent aussi représenter le patrimoine historique et culturel de la nation. Dans le cas de Singapour, le croissant et les étoiles n'ont aucun rapport avec l'Islam. Le croissant de nouvelle lune symbolise la croissance d'une jeune nation et les cinq étoiles les valeurs de démocratie, de paix, de progrès, de justice et d'égalité,.

Drapeau des Maldives.
Drapeau de l'Algérie.
Drapeau de la Mauritanie.
Drapeau de l'Ouzbékistan.
Drapeau du Pakistan.
Drapeau du Turkménistan.
Drapeau de la Tunisie.
Drapeau de la Turquie.

L'étoile de David, agencement de deux triangles se chevauchant, un symbole courant de « bonne chance » au Moyen-Orient, est le motif symbole du judaïsme. Sa reprise par le mouvement sioniste illustre la nature religieuse juive de l’État d’Israël. Elle apparaît en bleu, une des couleurs traditionnelles du judaïsme, sur le drapeau d'Israël.

Drapeau d'Israël.

### Des drapeaux d'influence

#### Le drapeau français

Le drapeau de la France

Le drapeau français bleu, blanc et rouge à trois bandes verticales, originaire de la Révolution française a influencé de nombreux drapeaux étrangers, de groupes révolutionnaires ou de pays. Cela a pu être dans le choix des couleurs comme pour celui de la République centrafricaine qui associe les couleurs françaises aux couleurs panafricaines, celui d'Haïti qui résulte de l'emploi d'un drapeau français dont la bande blanche est arrachée, et peut-être dans celui du Luxembourg. Le drapeau tchadien, choisi par le dernier gouverneur français Émile Biasini, est un calque du drapeau français, le blanc ayant été remplacé par le jaune. L'empreinte du drapeau français s'observe également dans la disposition en trois bandes verticales égales de couleurs différentes des drapeaux de l'Italie, de la Belgique, de l'Irlande et de la Roumanie en Europe, du Mexique en Amérique centrale, du Cameroun, de la Côte d'Ivoire, de la Guinée, du Mali, du Sénégal et du Tchad en Afrique,.

Drapeau de la République centrafricaine.
Drapeau de l'Italie.
Drapeau de la Belgique.
Drapeau du Tchad.
Drapeau de la Côte d'Ivoire.

#### Le drapeau du Royaume-Uni

Le Drapeau du Royaume-Uni.

Le drapeau du Royaume-Uni, ou Union Jack, est une combinaison des trois croix de saint Georges (drapeau de l'Angleterre), de saint André (drapeau de l'Écosse) et de saint Patrick (saint patron de l’Irlande, et donc de l’Irlande du Nord). Il date du 1er janvier 1801 à la suite de l'acte d'Union de 1800 qui fusionne le Royaume-Uni avec le royaume d'Irlande. Pour la marine, le drapeau est disposé en canton dans trois pavillons : le Red Ensign, le White Ensign et le Blue Ensign, chacun correspondant à une escadre intégrée à un système hiérarchique. En 1864, un décret abolit ce système et attribue le Red Ensign à la marine marchande, le Blue Ensign aux navires de service public ou commandés par un officier réserviste de la Royal Navy, et le White Ensign à la Royal Navy,.

Le White Ensign.
Le Red Ensign.
Le Blue Ensign.

Le drapeau du Royaume-Uni est placé en canton de nombreux drapeaux de territoires britanniques, un blason ou un symbole propre étant disposé au centre de la partie droite. De nombreux drapeaux nationaux, infranationaux ou d'organisations de pays ayant été des colonies ou protectorats britanniques arborent l'Union Jack en canton ou adoptent les couleurs des pavillons de marine. La couleur blanche est ordinairement réservée aux pavillons de marine et les couleurs rouges et bleues aux pavillons civils ou aux drapeaux nationaux. L'Union Jack est alors perçu comme constituant une partie de l'identité nationale,. Le drapeau d'Hawaï est le seul à l'arborer bien qu'il n'ait jamais été lié au Royaume-Uni. Il est un souvenir du Red Ensign donné par l'explorateur britannique George Vancouver en signe d'amitié au roi Kamehameha Ier.

Le drapeau des Fidji.
Le drapeau de Niue.
Le drapeau des îles Cook.
Le drapeau de l'île de l'Ascension.
Drapeau du Territoire britannique de l'océan Indien.
Le drapeau de l'État australien de Tasmanie.
Le pavillon de l'Inde.
Le drapeau des Tonga.
Le drapeau de la province canadienne de l'Ontario.
Le drapeau de l’État américain d'Hawaï.

#### La bannière étoilée des États-Unis

Le drapeau des États-Unis

Le drapeau des États-Unis ou Star-Spangled Banner arbore cinquante étoiles blanches sur fond bleu dans le canton (rectangle en haut près de la hampe) — le nombre actuel d’États depuis l’intégration d’Hawaï en 1959 — et treize bandes, sept rouges et six blanches alternées, représentant les treize États fondateurs. Le premier drapeau adopté en 1777 ne comportait que treize étoiles.

Drapeau du Liberia.
Drapeau de l'Uruguay.

#### Le drapeau communiste

Drapeau de la République socialiste des travailleurs finlandais (29 janvier 1918 – 5 mai 1918)
Drapeau de la Commune (18 mars – 28 mai 1871)
Drapeau de la République des conseils de Hongrie (21 mars 1919 – 1er août 1919)

### Les éléments construits
Cinq pays arborent la représentation d'un bâtiment sur leur drapeau : Afghanistan (mosquée), Cambodge (Angkor Vat), Espagne (armoiries représentant un château), Portugal (armoiries représentant sept châteaux) et Saint-Marin (armoiries représentant trois tours).

Drapeau de la République islamique d'Afghanistan
Drapeau du Cambodge.
Drapeau de l'Espagne.
Drapeau du Portugal.
Drapeau de Saint-Marin.

### Les éléments de paysage
Le paysage, élément d'affection, est considéré comme un élément neutre qui permet de mobiliser le collectif, d'unifier des populations culturellement différentes. Les paysages peuvent être figurés de façons plus ou moins complexes.
Des drapeaux nationaux simples à deux ou trois bandes de couleur sont susceptibles de représenter de façon symbolique un paysage imaginaire. La bande bleu du drapeau ukrainien symbolise le ciel et la bande jaune les vastes champs de céréales, notamment le blé, qui constituent un paysage agricole typique du pays. Ce paysage est un moyen de créer l'unité malgré les différences culturelles entre les ukrainiens et la minorité russe. Sur le drapeau de l'Estonie, les bandes offrent un paysage hivernal sombre. le bleu représente le ciel, l'eau et la fidélité, le noir le manteau des anciens paysans, le sol et un passé de souffrance et d'oppression des Estoniens, le blanc la neige et le désir de liberté. Le bleu et le blanc sont également les couleurs des Finlandais avec lesquels les Estoniens sont culturellement associés. Les couleurs du drapeau argentin sont parfois interprétées comme la représentation d'un ciel dont les nuages blancs se sont dissipés pour révéler un soleil éclatant lors de la Révolution de Mai. Le Sol de Mayo, ajouté en 1818, métaphore de la liberté, est aussi un symbole de beaucoup de peuples indigènes de la région. Ce drapeau représente un idéal de nation unissant les Européens et les autochtones au début du XIXe siècle.

Drapeau de l'Ukraine.
Le drapeau de l'Ukraine symbolise un ciel bleu et des champs de blé.
Drapeau de l'Estonie.
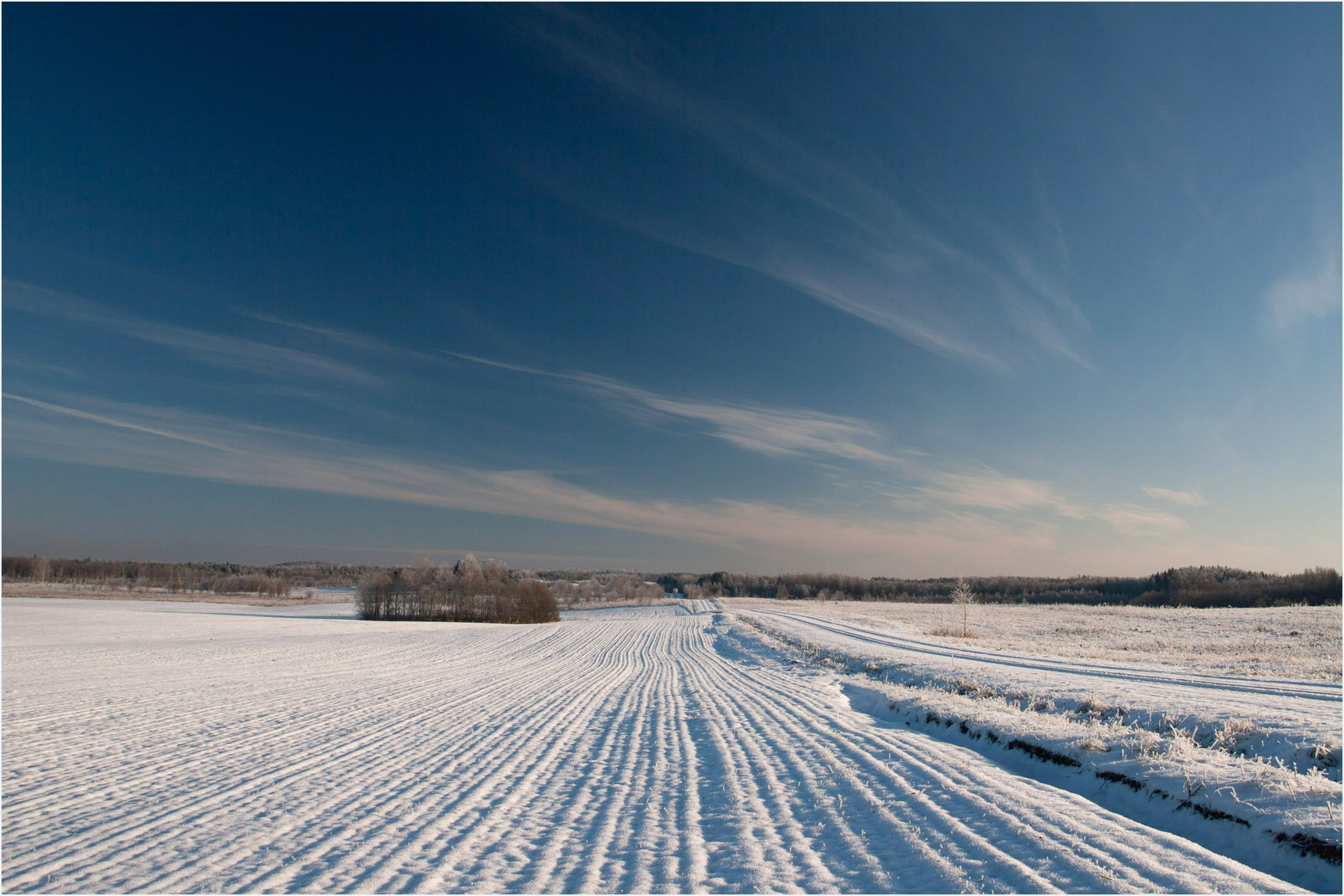
Paysage estonien.
Drapeau de l'Argentine.

Des images schématiques sont utilisées sur d'autres drapeaux. Sur celui d'Antigua-et-Barbuda, le dynamisme du peuple (le rouge), est entaillé du signe V de la victoire qui ouvre sur l'aube d'une ère nouvelle (soleil d'or naissant) où la mer des Caraïbes (bande bleue) et les plages de sable clair (bande blanche) sont l'attraction touristique locale. Le noir représente l'ascendance africaine. Les couleurs panafricaines sont aussi employées dans le drapeau du Malawi. Le soleil rouge levant de l'indépendance, signe d'une nouvelle ère et figuration du sang versé, se reflète dans les eaux du lac Malawi (bande rouge) — en chewa, le nom du pays signifie « lumière réfléchie », « brume brillante » ou « eau flamboyante » — bordé par les terres cultivées, les forêts et autres ressources naturelles (bande verte). Le soleil de l'aube est cette fois figuré au-dessus des vagues bleues et blanches de l'Océan Pacifique sur le drapeau des Kiribati. Dans cette naissance de la nation apparaît une frégate du Pacifique, symbole de la souveraineté locale. Le drapeau bleu ciel du Kazakhstan, couleur traditionnelle qui symbolise l'unité des nomades, est porteur d'un soleil au-dessous duquel apparaît, stylisé, un aigle royal, symbole traditionnel de la liberté. Cette vue paysagère au-dessus de l'horizon, « dans l'ampleur du ciel, puisque le rapport à l'espace géographique n'implique pas un attachement territorial », sert à la reconstruction d'une identité nationale basée sur le nomadisme après l'époque soviétique.

Drapeau d'Antigua-et-Barbuda.
Drapeau du Malawi.
Drapeau du Kiribati.
Drapeau du Kazakhstan.

Un certain nombre de drapeaux portent un écu armorié. Les représentations varient entre un symbolisme pur, avec une forte stylisation, et des images essentiellement allégoriques, donc moins stylisées. Sur le drapeau de la Slovaquie, trois collines bleues apparaissent sous une croix de lorraine. Elles représentent à la fois des saints chrétiens et des massifs montagneux des Carpates occidentales, les Tatras, la Grande Fatra et le Mátra, actuellement[C'est-à-dire ?] en Hongrie. Le même motif s'observe dans l'écu hongrois. Il est héritier de l'époque de l'Autriche-Hongrie. Sur le drapeau slovène, une montagne à trois pics figure le Triglav, point culminant des Alpes juliennes, et deux ondulations à la fois la mer Adriatique et les rivières Drave et Save, proposant ainsi un balayage du pays. Dans l'écu du drapeau de Saint-Marin, trois tours blanches représentent les trois châteaux situés au sommet du mont Titano et la capacité du pays à défendre sa liberté. Sur les drapeaux de plusieurs pays d'Amérique centrale, les armoiries figurent un paysage local montagneux, plus réaliste, symbolisant la nature montagneuse du pays, parfois identifiables à des massifs particuliers, sur lesquels sont disposés des figures représentant les richesses locales (animales, agricoles, végétales, minières, maritimes). D'autres figures à la symbolique plus politique s'observent également.

Armoiries apparaissant dans des drapeaux nationaux
Armoiries de la Slovaquie
Armoiries de la Slovénie
Armoiries de Saint-Marin
Armoiries du Costa Rica
Armoiries du Salvador
Armoiries du Nicaragua
Armoiries de la Bolivie
Armoiries de l’Équateur

### La cartographie
De nombreux drapeaux arborent des éléments de cartographie terrestre, céleste et, pour quelques-uns, des objets relevant de la cartographie. Plusieurs raisons ont cependant probablement limité un emploi plus important de cette thématique à l'échelle des pays. La forme complexe de certains territoires n'était pas aisée à reproduire avant l'apparition des moyens de fabrication modernes. Elle peut également être peu reconnaissable, inadaptée à la forme d'un drapeau, inesthétique. Dans les pays où la population n'est pas éduquée à la lecture des cartes, la forme peut ne pas être reconnue. Dans le cas de pays aux frontières changeantes ou au nombre d'éléments constitutifs variant au cours du temps, l'emploi d'une carte est peu pratique. Enfin, l'utilisation d'une carte est une déclaration hautement politique. En cas de contestation des frontières, elle peut provoquer des réactions agressives.

#### Les éléments de cartographie terrestre
Les drapeaux officiels de pays avec des représentations cartographiques réalistes sont rares. Les seuls porteurs de la forme d'un territoire et actuellement[C'est-à-dire ?] en usage sont ceux du Kosovo et de la république de Chypre. L'île de Chypre y est représentée dans sa totalité bien qu'une partie ne soit pas sous sa souveraineté. Les bases militaires souveraines à perpétuité d'Akrotiri et Dhekelia et la république turque de Chypre du Nord échappent à sa souveraineté. Il est donc figuré la situation politique de jure de la République de Chypre et non la situation de facto. Par le passé, entre 1971 et 1972, le drapeau du Bangladesh a possédé une représentation du pays nouvellement indépendant.
Le drapeau de l'unification coréenne, drapeau pseudo-national, figure la Corée, deux îles de Corée du Sud et plusieurs îles et rochers à la souveraineté disputée avec le Japon ou la Chine mais contrôlés par la Corée du Sud. Il est utilisé lorsque la Corée du Nord et la Corée du Sud défilent ensemble ou rassemblent leurs athlètes lors d'événements sportifs.

Drapeau de Chypre.
Drapeau du Kosovo.
Premier drapeau du Bangladesh (1971-1972).
Drapeau de l'unification coréenne.

La représentation cartographique réaliste peut difficilement être adoptée dans le cas des nations insulaires, en raison de la petite taille des terres émergées, impossibles à représenter autrement que par des points sur une carte du monde, ainsi que des formes de ces îles insuffisamment distinctes de celles d'autres îles. D'autres partis peuvent cependant être adoptés. Le drapeau des Tuvalu choisi en 1978 figure une carte de l'archipel ou chaque île habitée est symbolisée par une étoile. Dans celui du comté américain de Ward dans le Texas, les étoiles figurent la position des villes et villages. Le drapeau de Nauru utilise une étoile, représentant l'unique île du pays, sur un fond bleu, l'océan Pacifique, au-dessous d'une fine bande horizontale jaune figurant l'équateur et explicitant la proximité géographique immédiate de ce parallèle terrestre.

Drapeau des Tuvalu.
Drapeau de Nauru.

Les divisions infranationales sont souvent moins conservatrices dans l'utilisation d'éléments culturels locaux, de conceptions complexes, peut-être parce que ces drapeaux sont moins reproduits. On y retrouve plus régulièrement la représentation de leur territoire,. Par exemple, pour l'Amérique du Nord, aux États-Unis, plus de 12 % d'entre elles figurent une carte de leur territoire, 10,1 % au Nicaragua, 6,3 % au Salvador, 4,4 % au Guatemala mais à peine 1,5 % au Canada. Un quart d'entre eux mettent en évidence leur emplacement, généralement au moyen d'une étoile, au sein d'une division politique plus élevée, ce qui peut permettre de distinguer des lieux différents mais portant le même nom à l'échelle du pays. D'une manière générale, le nom du lieu est presque toujours ajouté aux drapeaux avec carte. Un tel drapeau peut aussi être un moyen d'informer l'étranger sur le lieu où il se situe.
En Asie, le drapeau des préfectures japonaises peut tirer parti des formes distinctives du littoral. La préfecture d'Aomori a fait le choix d'une représentation stylisée et facilement reconnaissable de loin de son contour. Celle de Shizuoka a adopté un drapeau avec un motif dont la moitié supérieure représente l'élévation latérale du mont Fuji et la partie inférieure son trait côtier. D'autres préfectures comme celle de Kumamoto intègrent le trait côtier à un autre motif, dans le cas présent un caractère katakana (« Ku »).
Quelques drapeaux américains affichent une carte du pays,. Dans le cas du drapeau de l'État de São Paulo au Brésil, son adoption s'explique par la création du drapeau dans le cadre d'une révolte nationale en 1888-1889.

Drapeau de la préfecture d'Aomori.
Drapeau de la préfecture de Shizuoka.
Drapeau de la préfecture de Kumamoto.
Drapeau de l'État de São Paulo.

Concernant les drapeaux supranationaux, le plus reconnaissable est celui de l'Organisation des Nations unies, adopté en 1947, au champ bleu clair chargé d'une carte du monde, en contour blanc uni, sur une projection azimutale centrée sur le pôle Nord. Deux branches d'olivier blanches l'encadrent. La carte ne favorise visuellement aucun pays. Plusieurs agences ont repris cette carte en y apposant leur logo, par exemple l'Organisation mondiale de la santé, l'Organisation météorologique mondiale, l'Organisation des Nations Unies pour le développement industriel, l'Organisation maritime internationale, l'Organisation de l'aviation civile internationale. En revanche, l'UNICEF a choisi une projection équatoriale, l'Union internationale des télécommunications une projection orthographique oblique d'un globe terrestre stylisé et l'Union postale universelle un globe blanc. Dans ces trois cas, l'absence de la représentation de masse continentale résulte peut-être de raisons politiques, pour éviter de favoriser visuellement un pays ou une région.

Drapeau de l'Organisation des Nations unies.
Drapeau de l'Organisation de l'aviation civile internationale.
Drapeau de l'UNESCO.
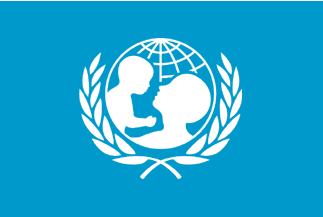
Drapeau de l'UNICEF.

#### Les éléments de cartographie céleste
De nombreux drapeaux nationaux et infranationaux de l'hémisphère sud utilisent la Croix du Sud, constellation visible depuis le pôle Sud, observable périodiquement jusqu'à 20° de latitude nord et continuellement dans le ciel nocturne en dessous de 34° de latitude sud. Elle a joué un rôle important dans la navigation en permettant de retrouver assez précisément le pôle sud. La Nouvelle-Zélande et l'Australie utilisent le drapeau bleu colonial britannique standard avec la Croix du Sud centrée. La Nouvelle-Zélande se distingue par l'absence d'Epsilon Crucis, la plus petite étoile de la constellation. Sur celui de l'Australie, une étoile isolée représente le commonwealth d'Australie. Le drapeau de la Papouasie-Nouvelle-Guinée figure la Croix du Sud dans une moitié inférieure. Elle symbolise l'emplacement du pays dans l'hémisphère sud ainsi que ses liens avec les nations de l'Océan Pacifique. Celui des Samoa n'a compté pendant un temps que les quatre principales étoiles puis la cinquième fut ajoutée. Des subdivisions administratives australiennes, néo-zélandaises, brésiliennes, chiliennes et argentines, ainsi que le MERCOSUR emploient cette constellation pour leur drapeau,. Bien que la ressemblance soit plus ténue, le drapeau de la révolte d'Eureka des mines d'or de Ballarat dans l’État de Victoria en 1854, est considéré comme la représentant.

Drapeau de l’Australie.
Drapeau de la Nouvelle-Zélande.
Drapeau de la Papouasie-Nouvelle-Guinée.
Drapeau de la province argentine de la Terre de Feu.
Drapeau d'Eureka.

La Croix du Sud n'est pas la seule à apparaître dans des drapeaux. Par exemple, sur celui de l’État américain de l'Alaska est figurée une grande étoile, l'étoile polaire, et un ensemble de sept autres appartenant à la Grande Ourse, constellation qui pointe le nord. Dans celui du Brésil figure une carte du ciel tel qu'il eut été visible au-dessus de Rio de Janeiro à 8 h 37, le 15 novembre 1889, le jour où la monarchie brésilienne a été renversée et une république établie. L'heure a été choisie pour des raisons esthétiques, la Croix du Sud étant alors verticale bien qu'invisible en raison de la lumière du jour. Cette carte comprend tout ou partie des constellations du Petit Chien, du Grand Chien, de l'Hydre femelle, de la Vierge, de la Croix du Sud, de la Carène, de l'Octant, du Triangle austral et du Scorpion. Chaque étoile blanche, dont la taille correspond à sa véritable magnitude astronomique, représente un des États constitutifs du pays,.

Drapeau du Brésil.
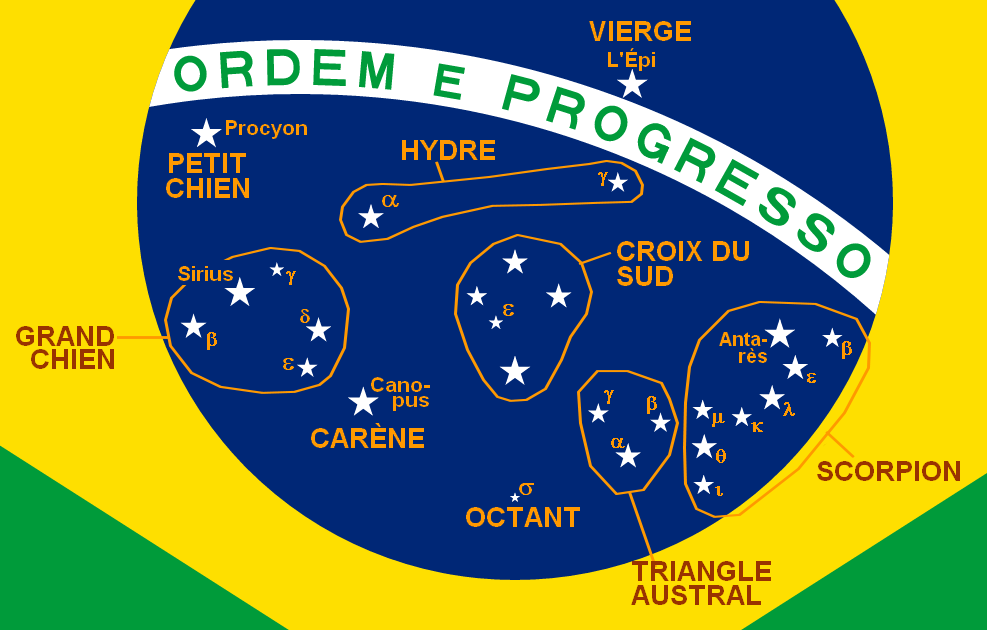
Les constellations dans le drapeau du Brésil.
Drapeau de l'Alaska.

#### Les objets de cartographie
Quelques rares drapeaux arborent des objets ou symboles relevant de la cartographie. Pour l'Organisation du traité de l'Atlantique nord, il s'agit d'une rose des vents figurant « la route commune vers la paix sur laquelle les pays membres se sont engagés », recoupant un cercle symbole de l’unité et de la coopération. Le bleu symbolise l’océan Atlantique,. Le drapeau du Portugal comporte sous un écu une sphère armillaire jaune en référence au prince Henri le Navigateur. Des sphères armillaires similaires apparaissent sur d'anciens drapeaux du Portugal et du Brésil en l'honneur des premiers voyages de découverte portugais.

Le drapeau de l'Organisation du traité de l'Atlantique nord
Le drapeau du Portugal

### Les armes
De nombreux drapeaux anciens sont porteurs d'armes. Elles apparaissent également sur quinze drapeaux nationaux ou sur des drapeaux infranationaux actuels comme celui de l'Essex (trois épées) et du Middlesex (trois épées avec une couronne) en Angleterre, de la ville d'Astrakhan en Russie.
Sur les drapeaux nationaux d'Afrique, les armes apparaissent en tant qu'outil clef dans la lutte pour l'indépendance ou symbole de la vigilance de l’État à protéger son peuple. Sur le drapeau de l'Angola, la machette symbolise le « début de la lutte armée ». Sur celui du Mozambique, la Kalachnikov AK-47 provient du drapeau du mouvement politique armé qui a combattu pour l'indépendance et est un symbole de « vigilance et défense ». Pour certains pays, une volonté de célébrer les traditions culturelles s'y adjoint. Ainsi, il apparaît sur le drapeau du Kenya deux lances blanches croisées derrière un bouclier central Maasaï, sur le drapeau de l'Eswatini deux sagaies et un bâton zoulou orné de plumes derrière un bouclier zoulou, des instruments de pouvoir.

Le drapeau de l'Angola
Le drapeau du Mozambique
Le drapeau du Kenya
Le drapeau de l'Eswatini

En Asie, le drapeau omanais comprend un poignard à pointe recourbée, symbole du sultanat, brochant sur deux épées croisées, des armes traditionnelles faisant partie du vêtement quotidien. Sur le drapeau de l'Arabie saoudite, l'épée blanche est un symbole de la « rigueur tout en appliquant la justice » dans la société saoudienne. Dans le drapeau sri-lankais, un lion, symbole du peuple cinghalais et du pouvoir de l'État, tient dans sa main levée une épée, symbole de la souveraineté de la nation.

Le drapeau d'Oman
Le drapeau de l'Arabie saoudite
Le drapeau du Sri Lanka

L'Amérique du Sud et l'Amérique centrale sont les régions où la prévalence d'armes sur les drapeaux nationaux est la plus élevée. Sur le drapeau de la Barbade, est dessiné un trident noir dont la poignée cassée représente la rupture avec la période coloniale durant laquelle l'insigne de la colonie figurait Britannia tenant un trident entier. Sur les autres drapeaux, les armes apparaissent souvent en plusieurs exemplaires, croisées et servant de support à d'autres figures, ou comme porte-drapeau comme pour celui de la République dominicaine. Sur le drapeau d'État de la Bolivie, des fusils croisés placés derrière un bouclier et un trophée de drapeaux symbolisent la volonté de défendre le pays. À côté, une hache représente l'autorité et une pique surmontée d'un bonnet phrygien la Révolution. Les canons croisés, qui sont placés sur les fusils, symbolisent l'armement même de l'État. Sur le drapeau du Guatemala, deux fusils à baïonnettes croisés symbolisent la volonté de protéger les intérêts nationaux et deux épées croisées l'honneur en tant que concept éthique. Un faisceau de licteur avec une hache, symbole de dignité républicaine, est figuré sur le drapeau de l’Équateur, qui reprend pour partie le drapeau de la Grande Colombie. Le drapeau haïtien, dont les couleurs sont reprises du drapeau français, figure en son centre des armoiries avec des fusils et des canons copiant l'en-tête du papier à lettre des généraux français de l'expédition de Saint-Domingue.

Le drapeau de la Barbade
Le drapeau d'État de la Bolivie
Le drapeau du Guatemala
Le drapeau de l'Équateur
Le drapeau d'Haïti